# Gosfandi (huyện)
Gosfandi là một huyện thuộc tỉnh Sar-e Pol, Afghanistan. Dân số thời điểm năm 1999 là người.